# Albert Bond Lambert
Pour les articles homonymes, voir Lambert.
Albert Bond Lambert, né le 6 décembre 1875 à Saint-Louis (Missouri) et mort le 12 novembre 1946 à Saint-Louis, est un aviateur, aérostier et pionnier de l'aéronautique ainsi qu'un golfeur américain.

## Biographie
Albert Bond Lambert est né le 6 décembre 1875 à Saint-Louis. Il est commissaire de police et un industriel local. 
En 1904, il remporte une médaille d'argent en golf aux Jeux olympiques de Saint-Louis, dans la catégorie par équipe. Il termine en quarts de finale de la compétition individuelle, dont il s'est classé huitième aux Jeux olympiques de 1900 à Paris (également alors premier du Handicap des hommes amateurs, non retenu ultérieurement par le CIO).
En 1906, il se passionne pour les débuts de l'aviation. Il prend des cours d'aérostation. Il fonde en 1907 l'Aéro-Club de Saint-Louis. En 1909, il rencontre les frères Orville et Wilbur Wright et leur achète son premier avion sur lequel il apprend à piloter avec Orville Wright. Il obtient la première licence de pilote de la ville de Saint-Louis. Durant la Première Guerre mondiale, il devient instructeur en aérostation et en parachutage.
En 1920, il achète un vaste terrain, non loin de Saint-Louis, pour l'envol de montgolfières. Il aménage ce terrain en piste d'atterrissage pour les aéroplanes et fait construire des hangars. Charles Lindbergh décolle de ce lieu en 1927, avec son célèbre avion, le Spirit of St. Louis, pour rejoindre New York et à partir de là Paris pour la première traversée de l'Atlantique en avion. En 1928, Albert Bond Lambert vend à la ville de Saint-Louis cet aérodrome qui deviendra l'aéroport international de Lambert-Saint-Louis.
Albert Bond Lambert meurt le 12 novembre 1946 et est enterré au cimetière Bellefontaine de Saint-Louis.